# Firence
Firence (italijansko Firenze [firɛntse] ; zastarelo slovensko Florenca; staroitalijansko Fiorenza) so glavno mesto italijanske dežele Toskana. Je največje mesto v Toskani s 383.000 prebivalci, upravna enota Metropolitanskega mesta Firence šteje milijon prebivalcev, več kot 1.5 milijona pa jih živi v širšem metropolitanskem območju.
Firence so bile središče srednjeveške evropske trgovine in financ ter eno najbogatejših mest v tej dobi. Velja za rojstno mesto renesanse in se imenujejo »Atene srednjega veka«. Burna politična zgodovina vključuje obdobja vladanja močne družine Medičejcev in številnih verskih in republikanskih revolucij. Od 1865 do 1871 so bile Firence glavno mesto novo ustanovljene Kraljevine Italije. Florentinsko narečje je osnova standardnega italijanskega jezika in je postalo jezik kulture po vsej Italiji zaradi prestižnih mojstrovin Danteja Alighierija, Petrarca, Giovannija Boccaccia, Niccolòja Machiavellija in Francesca Guicciardinija.
Mesto privlači milijone turistov vsako leto. Zgodovinski center Firenc je leta 1982 Unesco razglasil za svetovno dediščino. Mesto zaznamuje kultura, renesančna umetnost in arhitektura ter spomeniki. Tu so številni muzeji in umetniške galerije, kot sta Galerija Uffizi in Palača Pitti in še vedno vplivajo na področja umetnosti, kulture in politike. Zaradi firenške umetniške in arhitekturne dediščine je Forbes mesto uvrstil med najlepša mesta na svetu.
Firence so pomembno italijansko mesto, uvrščeno v top 15 modnih prestolnic sveta. Je pomemben nacionalni gospodarski center ter turistično in industrijsko vozlišče. Leta 2008 je imelo 17. najvišji povprečni dohodek v Italiji.
V Firencah ima svoj sedež nogometni klub ACF Fiorentina.

## Izvor imena
Sodobno italijansko ime se je razvilo iz staroitalijanskega imena Fiorenza, imenske različice v številnih tujih jezikih ter starinska slovenska oblika Florenca pa izhajajo iz rimskega imena Colonia Florentia, ki se je nanašalo bodisi na obilje cvetja bodisi na razvojno »cvetočo« naselbino.

## Zgodovina
Firence so nastale kot rimsko mesto in kasneje, po daljšem obdobju kot cvetoča trgovska in bančna srednjeveška komuna, so bile rojstni kraj italijanske renesanse. Po podatkih Enciklopedije Britannice so bile politično, gospodarsko in kulturno eno od najpomembnejših mest v Evropi in svetu od 14. do 16. stoletja.
Jezik, ki se je govoril v mestu v 14. stoletju, je bil takrat in je danes uveljavljen kot italijanščina. Zlasti po zaslugi del Toskancev Danteja, Petrarke in Boccaccia je bilo florentinsko narečje, predvsem lokalna narečja, sprejeto kot osnova nacionalnega knjižnega jezika.
Od poznega srednjega veka je firenški denar v obliki zlatega florina financiral razvoj industrije po vsej Evropi, od Anglije do Brugga, do Lyona in Madžarske. Firenški bankirji so financirali angleške kralje med stoletno vojno. Podobno so financirali tudi papeže, vključno z gradnjo začasne prestolnice v Avignonu in po vrnitvi v Rim, obnovo in renesančno okrasitev Rima.
Firence je bile dom Medičejcev, ene najpomembnejših plemiških družin evropske zgodovine. Lorenzo Medičejski je v poznem 15. stoletju veljal za političnega in kulturnega voditelja Italije. Dva člana družine sta bila papeža v začetku 16. stoletja: Leon X. in Klemen VII. Katarina Medičejska se je poročila s kraljem Henrikom II. in po njegovi smrti leta 1559 vladala kot regentka v Franciji. Marija Medičejska se je poročila s Henrikom IV. in rodila prihodnjega kralja Ludvika XIII. Medičejci so vladali kot veliki vojvode Toskanski, začetnik je bil Cosimo I. Medičejski leta 1569 in končal kot zadnji s smrtjo Gian Gastone Medičejski leta 1737.

### Rimski izvor
Rimska republika 59–27 pr. n. št. 

 Rimski imperij 27. Pr. n. št.– 285. n. št. 

 Zahodno Rimsko cesarstvo 285–476 

 Odoakrovo kraljestvo 476–493 

 Ostrogotsko kraljestvo 493–553 

 Vzhodno Rimski imperij 553-568 

 Langobardsko kraljestvo 570–773 

 Karolinško cesarstvo 774–797 

 Regnum Italiae 797–1001 

 Toskanska marka 1002–1115 

 Florentinska republika 1115–1532 

 Firenška vojvodina 1532–1569 

 Veliko vojvodstvo Toskana 1569–1801 

 Kraljestvo Etrurija 1801–1807 

 Prvo Francosko cesarstvo 1807–1815 

 Veliko vojvodstvo Toskana 1815–1859 

 Združene dežele srednje Italije 1859–1860 

 Kraljevina Italija 1861–1946 

  Republika Italija 1946–danes

Etruščani so v začetku leta 200 pr. n. št. ustanovili majhno naselje Fiesole (Faesulae in latinščini), ki ga je Lucius Cornelius Sulla uničil leta 80 pr. n. št. s poniževanjem zaradi podpore ljudski frakciji v Rimu. Sedanje mesto Firence je ustanovil Julij Cezar leta 59 pr. n. št. kot naselje za svoje veteranske vojake in so se prvotno imenovale Fluentia, ker je bilo zgrajeno med dvema rekama, in se je kasneje spremenilo v Florentia ('cvetoč'). Zgrajeno je bilo v slogu vojnega taborišča z glavnimi ulicami, kardo in dekuman, ki se sekata na sedanji Piazza della Repubblica. Ob Via Cassia, glavni poti med Rimom in severom ter znotraj rodovitne doline reke Arno, je naselje hitro postalo pomemben trgovski center.
V prihodnjih stoletjih je mesto doživelo burna obdobja ostrogotske vladavine, med katerimi je mesto pogosto vznemirila vojna med Ostrogoti in Bizantinci, kar je povzročilo, da se je število prebivalcev zmanjšalo za kar 1000 ljudi. Mir se je vrnil pod Langobardi v 6. stoletju. Firence je osvojil Karel Veliki leta 774 in so postale del Toskanske marke, Lucca pa glavno mesto. Prebivalstvo je začelo znova rasti in uspevalo je trgovanje. Leta 854 sta bili naselji Firence in Fiesole združeni v eni komuni.

### 2. tisočletje
Okoli leta 1000 je Hugo Toskanski namesto Lucce kot prebivališče izbral Firence. V tem času se je začela zlata doba florentinske umetnosti. Leta 1013 se je pričela gradnja bazilike San Miniato al Monte. Zunanjost cerkve je bila predelana v romanskem slogu med letoma 1059 in 1128. Leta 1100 so postale Firence comuna, kar pomeni mesto. Glavni vir je bila reka Arno, ki je zagotavljala moč in dostop industrije (predvsem tekstilne industrije) in dostop do Sredozemskega morja za mednarodno trgovino. Še en velik vir moči je bila firenška marljiva trgovska skupnost. Spretnost trgovskega bančništva je postalo priznano v Evropi, potem ko so na srednjeveške sejme prinesli odločilne finančne inovacije (npr. menico, sistem dvojnega knjigovodstva). V tem obdobju se je zgodilo tudi mrk Pise, v preteklosti močan tekmec Firenc (poražene od Genove leta 1284, podvržene Florencam leta 1406) in uveljavljanje moči s strani trgovske elite, ki je sledila anti-aristokratskemu gibanju, ki ga je vodil Giano della Bella, z nizom zakonov, ki se imenujejo Odloki o pravičnosti (1293).

### Srednji vek in renesansa

#### Vzpon Medičejcev
Od prebivalstva, ocenjenega na 94.000 pred črno smrtjo leta 1348, jih je približno 25.000 delalo v mestni industriji volne: leta 1345 so bile prizorišče poskusov stavke volnarskih delavcev (ciompi), ki so se leta 1378 na kratko uprli proti oligarhističnem vladanju v uporu Ciompi. Po zatrtju upora so Firence prišle pod vpliv (1382-1434) družine Albizzi, ki je postala tekmec Medičejcem.
V 15. stoletju so bile Firence med največjimi mesti v Evropi, ki so bila bogata in gospodarsko uspešna. Življenje ni bilo idilično za vse prebivalce, med katerimi so bile velike razlike v bogastvu. Cosimo Medičejski je bil prvi član družine Medici, ki je v bistvu obvladoval mesto iz ozadja. Čeprav je bilo mesto tehnično demokracija, je njegova moč izhajala iz ogromne pokroviteljske mreže skupaj z zavezništvom do novih priseljencev, gente nuova (novih ljudi). Dejstvo, da so bili Medičejci tudi papeževi bankirji, je prav tako prispevalo k njihovi nadvladi. Cosima je nasledil njegov sin Piero, ki ga je kmalu zatem leta 1469 nasledil Cosimov vnuk Lorenzo. Lorenzo je bil velik pokrovitelj umetnosti, naročal je dela Michelangelu, da Vinciju in Botticelliju. Lorenzo je bil uspešen pesnik in glasbenik in v Firence pripeljal skladatelje in pevce, med njimi so bili: Alexander Agricola, Johannes Ghiselin in Heinrich Isaac. S sodobnimi Florentinci (in od takrat) je bil znan kot Lorenzo il Magnifico (veličastni).
Lorenza, ki je umrl leta 1492, je nasledil njegov sin Piero II. Ko je francoski kralj Karel VIII. napadel severno Italijo, se je Piero II. odločil upreti svoji vojski. Toda, ko je spoznal velikost francoske vojske pri vratih v Pisi, je moral sprejeti ponižujoče pogoje francoskega kralja. Zaradi tega so se Florentinčani uprli in izgnali Piera II. Z njegovim izgnanstvom leta 1494 se je prvo obdobje vladanja Medičejcev končalo z obnavljanjem republiške vlade.

#### Savonarola in Machiavelli
V tem obdobju je leta 1490 dominikanec Girolamo Savonarola postal opat samostana San Marco. Bil je znan po svojih spokorniških pridigah, ki so po njegovem mnenju veljale za razširjeno nemoralnost in privrženost materialnemu bogastvu. Za izgon Medičejcev je krivil Božje delo, ki jih je kaznoval zaradi njihove dekadence. Izkoristil je priložnost za izvajanje političnih reform, ki so vodile do bolj demokratične vladavine. Toda ko je Savonarola javno obtožil korupcijo papeža Aleksandra VI., mu je bilo prepovedano govoriti v javnosti. Ko je prekinil to prepoved, je bil izobčen. Florentinci, utrujeni od njegovih ekstremnih naukov, so se obrnili proti njemu in ga aretirali. Obsojen je bil kot heretik in ga 23. maja 1498 na Piazza della Signoria zažgali.
Drugi posameznik nenavadno akutnega vpogleda je bil Niccolò Machiavelli, katerega recepti za regeneracijo Firenc pod močnim vodstvom, pogosto štejejo kot legitimizacijo politične preračunljivosti in celo zlorabe. Z drugimi besedami, Machiavelli je bil politični mislec, morda najbolj znan po svojem političnem priročniku pod naslovom Princ, ki govori o vladanju in uresničevanju moči. Po naročilu Medičejcev je Machiavelli napisal tudi Firenško zgodovino, zgodovino mesta. Florentinci so drugič odpustili Medičejcem in ponovno vzpostavili republiko 16. maja 1527. Medičejci, ki so drugič vladali s podporo cesarjev in papeža, so leta 1537 postali dedni vojvode Firenc in leta 1569 postali veliki vojvode Toskane, ter vladali dve stoletji. V celotni Toskani sta bili samo republika Lucca (kasneje vojvodstvo) in kneževina Piombino neodvisni.

### 18. in 19. stoletje
Izumrtje rodbine Medičejcev in pridružitev Francu Štefanu, vojvodi Lotarinškemu in možu Marije Terezije Avstrijske, je pripeljalo do začasne vključitve Toskane po ozemlja avstrijske krone. Postala je secundogeniture (odvisno ozemlje, ki ga je dobil mlajši sin knežje hiše in njegovi potomci) rodbine Habsburško-Lotarinške, ki je bila leta 1801 odstavljena za rodbino Bourbon-Parma. Od leta 1801 do leta 1807 so bile Firence glavno mesto Napoleonske efemerne države kraljestvo Etrurija. Bourbon-Parma so bili odstavljeni decembra 1807, ko je Toskano anksirala Francija. Firence so bile okrožje francoskega departmaja Arno od leta 1808 do padca Napoleona leta 1814. Rodbina Habsburško-Lotarinška je bila obnovljena na prestolu Toskane po kongresu na Dunaju, vendar je bila končno izgnana leta 1859. Toskana je leta 1861 postala regija kraljevine Italije.
Firence je leta 1865 zamenjal Torino kot glavno mesto Italije, v prizadevanjih za posodobitev mesta pa je bil stari trg Piazza del Mercato Vecchio in številne srednjeveške hiše porušene in nadomeščene z bolj formalnim uličnim načrtom z novimi hišami. Piazza (prvič preimenovana v Piazza Vittorio Emanuele II., nato Piazza della Repubblica, sedanje ime) je bila znatno razširjena, na zahodnem koncu pa zgrajen velik triumfalni slavolok. Ta razvoj je bil nepriljubljen in ga ni bilo mogoče nadaljevati s prizadevanji več britanskih in ameriških ljudi, ki so živeli v mestu. (Muzej opisovanja uničenja je danes v bližini]].
Drugo glavno mesto v državi je šest let pozneje nadomestil Rim, potem ko je umik francoskih vojakov omogočil pridružitev kraljestvu.

### 20. stoletje
Po podvojitvi v 19. stoletju, se je število prebivalcev v Firencah v 20. stoletju potrojilo, kar je posledica rasti turizma, trgovine, finančnih storitev in industrije.
Med drugo svetovno vojno je mesto doživelo enoletno nemško okupacijo (1943-1944) in je bilo konec julija 1944 razglašeno za odprto mesto, saj so ga vojaki britanske 8. armade zaprle. V začetku avgusta so se odhajajoči Nemci odločili za rušenje vseh mostov vzdolž Arna, ki so povezovali okrožje Oltrarno z ostalim mestom, zaradi česar je vojska 8. armade težko prečkala. Vendar je v zadnjem trenutku Karl Steinhauslin, v času konzulata 26 držav v Firencah, prepričal nemškega generala v Italiji, da zaradi ponovne zgodovinske vrednosti ne bi bil uničen Ponte Vecchio. Firence so osvobodili 4. avgusta 1944 zavezniški vojaki, ki so potisnili Nemce iz Toskane. Vojaki so pokopani na pokopališčih zunaj mesta (Američani približno devet kilometrov južno od mesta, britanski in vojaki Commonwealtha nekaj kilometrov vzhodno od centra na desnem bregu Arna).
Uničeno je bilo zgodovinsko območje ulic, ki so bile neposredno na jugu od mostu, vključno z delom Corridoio Vasariano. Od takrat so mostove obnovili v prvotni obliki z uporabo čim več ostankov materialov, vendar so zgradbe, ki obdajajo Ponte Vecchio, obnovljene v slogu, ki združuje staro z modernim. Kratko pred odhodom iz Firenc, ko so vedeli, da se bodo kmalu morali umakniti, so Nemci javno pobili številne svobodne borce in politične nasprotnike, na ulicah in trgih, vključno na Piazza Santo Spirito.
Ob koncu druge svetovne vojne maja 1945 je ameriški informacijski in izobraževalni oddelek ameriške vojske naročil, da vzpostavi prekomorski univerzitetni kampus za demobilizirane ameriške moške in ženske službe v Firencah v Italiji. Prva ameriška univerza za servisno osebje je bila ustanovljena junija 1945 na šoli za aeronavtiko v Firencah. Približno 7500 vojaških študentov je šlo skozi Univerzo v štirih enomesečnih tečajih.
Novembra 1966 je Arno poplavil dele centra, kar je ogrozilo številne umetniške zaklade. Okoli mesta so na stenah majhne tablice, ki označujejo, do kam so poplavne vode segale.
25. maja 2016 je BBC poročal, da je vrtača, ki naj bi bila posledica razpoke vodovodne cevi, odprla luknjo na obrežju reke Arno dolgo 200 metrov.

## Geografija
Firence ležijo v kotlini, ki jo sestavljajo hribi Careggi, Fiesole, Settignano, Arcetri, Poggio Imperiale in Bellosguardo (Firence). Reka Arno, tri druge manjše reke (Mugnone, Ema in Greve) in nekaj potokov teče v kotlini.
Firence imajo vlažno subtropsko podnebje ([[Köppen Cfa), ki se nagiba v sredozemsko (Csa). Ima vroča poletja z zmernimi ali manjšimi padavinami in hladnimi, vlažnimi zimami. Ker Firence nimajo prevladujočega vetra, so poletne temperature višje kot ob obali. Padavine v poletnih mesecih so konvekcijske, v zimskem času prevladuje dež. Sneg se zgodi skoraj vsako leto, vendar se ne obdrži. Najvišja uradno zabeležena temperatura je bila 26. julija 1983 42,6 ° C, najnižja pa je bila 12. januarja 1985 -23.2 ° C.

## Uprava
- Tradicionalna okrožja comune Firence
- 5 administrativnih okrožij comune Firence

Zakonodajni organ občine je mestni svet (Consiglio Comunale), ki ga sestavlja 36 svetnikov, izvoljenih vsakih pet let s proporcionalnim sistemom, kontekstno na volitve županov. Izvršni organ je mestni odbor (Giunta Comunale), ki ga sestavlja 7 svetnikov, ki jih imenuje in jim predseduje neposredno izvoljeni župan.
Občina Firence je razdeljena na pet upravnih okrožij (Quartieri). Vsako okrožje vodita Svet (Consiglio) in predsednik, ki je podobno izvoljen kot župan mesta. Urbano organizacijo ureja italijanska ustava (114. člen). Območja imajo pristojnost, da županu svetujejo z nezavezujočimi mnenji o širokem spektru tem (okolje, gradbeništvo, javno zdravje, lokalni trgi) in izvajajo naloge, ki jim jih dodeli Mestni svet; poleg tega se jim zagotovi avtonomno ustanovitev za financiranje lokalnih dejavnosti. Območja so:
- Centro storico (zgodovinski center); 67.170 prebivalcev;
- Campo di Marte; 88.588 prebivalcev;
- Gavinana-Galluzzo; 40. 907 prebivalcev;
- Isolotto-Legnaia; 66.636 prebivalcev;
- Rifredi; 103.761 prebivalcev.

Nekdanji italijanski premier (2014-2016), Matteo Renzi, je bil župan od leta 2009 do 2014

## Znamenitosti
Firence je znane kot »zibelka renesanse« (la culla del Rinascimento) za spomenike, cerkve in stavbe. Najbolj znana lokacija Firenc je mestna stolnica Santa Maria del Fiore, znana tudi pod imenom Duomo, katere kupolo je zgradil Filippo Brunelleschi. Prav tako poudarjajo bližnji Campanile (delno ga je zasnoval Giotto) in baptisterij. Kupola, 600 let po zaključku, je še vedno največja kupola, zgrajena iz opeke in malte na svetu. Leta 1982 je UNESCO razglasil zgodovinsko središče Firenc (italijansko centro storico di Firenze) za kulturni spomenik. Središče mesta je obdano s srednjeveškim obzidjem, ki je bilo zgrajeno v 14. stoletju in je branilo mesto. V središču mesta je Piazza della Signoria, Bartolomea Ammannatija Neptunov vodnjak (1563-1565), ki je mojstrovina marmorne skulpture na koncu še vedno delujočega rimskega vodovoda.
Razporeditev in struktura Firenc v mnogih pogledih vodi v rimsko dobo, ko so bile zasnovane kot vojaško naselje. Kljub temu je bila večina mesta zgrajena v času renesanse. Kljub močni navzočnosti renesančne arhitekture v mestu lahko najdemo sledove srednjeveške, baročne, neoklasicistične in sodobne arhitekture. Palazzo Vecchio, kot tudi Duomo, sta dve zgradbi, ki dominirata na Firenškem obzorju. 
Reka Arno, ki teče skozi stari del mesta, je v zgodovini Firenc kot osebnost, ki je živela tam. Zgodovinsko gledano so domačini imeli ljubezensko sovražni odnos z Arnom - ki se je spreminjal od prehranjevanja mesta s trgovino do uničenja s poplavo.
Posebej izstopa eden izmed mostov – Ponte Vecchio (Stari most), katerega najbolj opazna značilnost je množica trgovin, ki so zgrajene na robovih, in jih držijo podporniki. Most nosi tudi Vasarijev koridor, ki povezuje galerijo Uffizi z rezidenco Medičejcev (palača Pitti). Čeprav so prvotni most zgradili Etruščani, je bil v 14. stoletju obnovljen v sedanji most. To je edini most v mestu, ki je preživel drugo svetovno vojno nedotaknjen. Je prvi primer mostu v zahodnem svetu, zgrajenem z uporabo segmentnih lokov, to je lok manj kot polkrog, da se zmanjša razmerje med razponom in višino in število stebrov, ki omogočajo manjše obremenitve v rečnem oporniku (je veliko bolj uspešen kot rimski most Alconétar).
Bazilika svetega Lovrenca vsebuje kapelo Medičejcev, mavzolej družine Medici - najmočnejše družine v Firencah od 15. do 18. stoletja. V bližini je Galerija Uffizi, med najpomembnejšimi umetniškimi muzeji na svetu - ki temelji na veliki zapuščini zadnjega člana družine Medici.
Uffizi je na vogalu Piazza della Signoria, ki je pomembna tudi za to, ker je bil stoletja središče firenškega civilnega življenja in vlade. Palazzo della Signoria je še vedno sedež občinske vlade. Tukaj je potekalo veliko pomembnih epizod v zgodovini umetnosti in političnih sprememb, kot so:
- Leta 1301 je bil Dante Alighieri izgnan od tukaj (spominska plošča na enem od zidov Uffizi).
- Jacopo de' Pazzi in njegovi somišljeniki so 26. aprila 1478 poskušali dvigniti mesto proti Medičejcem po zaroti, znani kot La congiura dei Pazzi (Pazzijeva zarota), ko je umoril Giuliana di Piero Medičejskega in ranil brata Lorenza. Vse člane zarote, ki so jih priprli, so zasegli Firenčani in jih obesili z oken palače.
- Leta 1497 je bil lokacija kresa nečimrnosti (italijansko falò delle vanità), ki ga je sprožil dominikanski brat in pridigar Girolamo Savonarola
- 23. maja 1498 sta bila oba Savonarola in dva privrženca obešena in zažgana na grmadi. (Okrogla plošča v tleh označuje mesto, na katerem je bil obešen)
- Leta 1504 je bil pred Palazzo della Signoria nameščen Michelangelov David (zdaj nadomeščen z repliko, izvirnik je bil leta 1873 preseljen v Galleria dell'Accademia).

Loggia dei Lanzi na Piazza della Signoria je lokacija številnih kipov drugih kiparjev, kot so Donatello, Giambologna, Ammannati in Cellini, nekateri so nadomeščeni s kopijami, da bi ohranili izvirnike.

### Spomeniki, muzeji in religiozne zgradbe
Firence vsebuje več palač in stavb iz različnih obdobij. Palazzo Vecchio je mestna hiša v Firencah in umetniški muzej. Ta velika romanska utrdba s prsobrani je [[palača], ki gleda na Piazza della Signoria s kopijo kipa Davida in galerijo kipov v sosednji Loggia dei Lanzi. Prvotno imenovana Palazzo della Signoria, po signoriji, vladajočem organu Republike Firence, je dobila tudi nekaj drugih imen: Palazzo del Popolo, Palazzo dei Priori in Palazzo Ducale, v skladu z različno uporabo palače v svoji dolgi zgodovini. Stavba je dobila svoje trenutno ime, ko je bilo stanovanje Medičejcev med Arnom in palačo Pitti premaknjeno. Povezana je z galerijo Uffizi in palačo Pitti preko Vasarijevega koridorja.
Palazzo Medici Riccardi, ki jo je zasnoval Michelozzo di Bartolomeo za Cosima Veličastnega iz družine Medici, je še ena glavna stavba in je bila zgrajena med letoma 1445 in 1460. Znana je po kamnitem zidu, ki vključuje rustiko in klesanec. Danes je sedež metropolitanskih Firenc in gosti muzej in knjižnico Riccardiano. Palazzo Strozzi, primer civilne arhitekture s svojim rustikalnim kamnom, je navdihnil Palazzo Medici, vendar z bolj harmoničnimi razsežnostmi. Danes se palača uporablja za mednarodne razstave, kot je letna razstava antike (ustanovljena kot Biennale dell'Antiquariato leta 1959), modne revije in druge kulturne in umetniške dogodke. Tukaj je tudi sedež Istituto Nazionale del Rinascimento in omenjeni Gabinetto Vieusseux, s knjižnico in čitalnico.
Obstaja še nekaj drugih pomembnih krajev, med njimi Palazzo Rucellai, ki jo je zasnoval Leon Battista Alberti med letoma 1446 in 1451, deloma pa izvedel Bernardo Rossellino; Palazzo Davanzati, v kateri je muzej stare firenške hiše; Palazzo delle Assicurazioni Generali, zasnovana v neorenesančnem slogu leta 1871; Palazzo Spini Feroni, na Piazza Santa Trinita, zgodovinska zasebna palača iz 13. stoletja, ki je v lasti od leta 1920 naprej oblikovalca čevljev Salvatora Ferragama; kot tudi številne druge, vključno Palazzo Borghese, Palazzo di Bianca Cappello, Palazzo Antinori in kraljeva stavba Santa Maria Novella.
Firence imajo številne muzeje in umetniške galerije, v katerih so nekatera najpomembnejša umetniška dela na svetu. Mesto je eno najbolj ohranjenih renesančnih središč umetnosti in arhitekture na svetu z visoko koncentracijo umetnosti, arhitekture in kulture. Na seznamu 15 najbolj obiskanih italijanskih umetniških muzejev, sta 2/3 firenških. Galerija Uffizi je eden od teh, ki ima zelo veliko zbirko mednarodne in florentinske umetnosti. Galerija je artikulirana v številnih dvoranah, katalogiziranih po šolah in v kronološkem vrstnem redu. Z umetniškimi zbirkami družine Medici skozi stoletja umetniške predmete razstavljajo različni slikarji in umetniki. Vasarijev koridor je še ena galerija, ki je povezava med Palazzo Vecchio in palačo Pitti, ki jo je prečka iz Uffizi in čez Ponte Vecchio. Galleria dell'Accademia ima zbirko Michelangelovih del, vključno z Davidom. Ima zbirko ruskih ikon in del različnih umetnikov in slikarjev. Drugi muzeji in galerije so Bargello, ki se osredotoča na kiparje, med njimi Donatella, Giambologna in Michelangela; palača Pitti, ki je del bivše zasebne zbirke družine Medici. Poleg zbirke palače Medici so v galeriji številna renesančna dela, med njimi tudi številni Rafaeli in Tiziani, velike zbirke kostumov, ceremonialnih kočij, srebra, porcelana in galerije sodobne umetnosti iz 18. stoletja. V bližini palače so vrtovi Boboli, ki so razkošno urejeni in s številnimi skulpturami.
V Firencah je več cerkva in verskih objektov. Stolnica je Santa Maria del Fiore. Baptisterij svetega Janeza je pred stolnico so okrasili številni umetniki, predvsem Lorenzo Ghiberti z Vrati v raj. Druge cerkve v Firencah so: bazilika Santa Maria Novella, ki je na trgu Santa Maria Novella (v bližini železniške postaje Firenze Santa Maria Novella), ima dela Masaccia, Paola Uccella, Filippino Lippija in Domenica Ghirlandaija;  bazilika Santa Croce, glavna frančiškanska cerkev v mestu, ki je na Piazza di Santa Croce, približno 800 metrov jugovzhodno od Duoma in je pokopališče nekaterih najslavnejših Italijanov, kot so Michelangelo, Galileo Galilei, Machiavelli, Ugo Foscolo,  Rossini, zato je znana tudi kot tempelj italijanske slave (Tempio dell'Itale Glorie); bazilika svetega Lovrenca, ki je ena največjih cerkev v mestu, je v središču glavne tržne četrti v Firencah in pokopališče vseh glavnih članov družine Medici od Cosima Veličastnega do Cosima III.; bazilika Santo Spirito, v četrti Oltrarno na istoimenskem trgu; Orsanmichele, katerega stavba je bila zgrajena na mestu kuhinjskega vrta samostana San Michele, je zdaj porušena; Santissima Annunziata, rimskokatoliška bazilika in matična cerkev službenega reda; Ognissanti, ki je bil ustanovljen po legi reda Umiliati in je med prvimi primeri baročne arhitekture v mestu;  Santa Maria del Carmine v okrožju Oltrarno ima kapelo družine Brancacci, v kateri so izjemne renesančne freske  Masaccia in Masolina da Panicala, kasneje končal Filippino Lippi; Kapela Medičejcev s kipi Michelangela v baziliki svetega Lovrenca; kot mnoge druge Santa Trinita, San Marco, Santa Felicita, Badia Fiorentina, San Gaetano, San Miniato al Monte, Firence Charterhouse in Santa Maria del Carmine. Mesto ima tudi pravoslavno rusko cerkev in Veliko sinagogo v Firencah, zgrajeno v 19. stoletju.
Firence imajo različna gledališča in kinematografe. Gledališče Teatro Comunale (ali Teatro del Maggio Musicale Fiorentino), ki je bilo prvotno zgrajeno kot amfiteater na prostem, Politeama Fiorentino Vittorio Emanuele, je bil 17. maja 1862 ustanovljen s produkcijo Donizettijeve Lucije di Lammermoor in s 6000 sedeži. Obstaja še nekaj drugih gledališč, kot so Saloncino Castinelli, Teatro Puccini, Teatro Verdi, Teatro Goldoni in Teatro Niccolini.

### Trgi, ulice in parki
V Firencah so številni veliki trgi (piazze) in ulice. Piazza della Repubblica je trg v središču mesta, lokacija kulturnih kavarn in meščanskih palač. Med kavarnami (kot so Caffè Gilli, Paszkowski ali Hard Rock Cafè) je kavarna Giubbe Rosse že dolgo zbirališče umetnikov in pisateljev, zlasti futuristov. Piazza Santa Croce je trg kjer prevladuje bazilika Santa Croce, je pravokoten trg, kjer se vsako leto igrajo Calcio Fiorentino (zgodnja oblika nogometa in ragbija, ki je nastala v 16. stoletju). Poleg tega je trg Piazza Santa Trinita, trg blizu Arna, ki označuje konec ulice Via de Tornabuoni.
Drugi trgi so Piazza San Marco, Piazza Santa Maria Novella, Piazza Beccaria in Piazza della Libertà. Center ima več ulic. To so Via Camillo Cavour, ena glavnih cest na severnem območju zgodovinskega središča; Via Ghibellina, ena od najdaljših ulic v Firencah; Via dei Calzaiuoli, ena najpomembnejših ulic v zgodovinskem središču, ki povezuje Piazza del Duomo s Piazzo della Signoria, ki je vzporedna z via Roma in Piazza della Repubblica; Via de 'Tornabuoni, razkošna ulica v središču mesta, ki gre od trga Antinori do ponte Santa Trinita, čez Piazza Santa Trinita, za katero je značilna prisotnost modnih butikov; Viali di Circonvallazione, 6-pasovni bulvar, ki obdaja severni del zgodovinskega središča; kot tudi Via Roma, Via degli Speziali, Via de Cerretani in Viale dei Colli.
Firence imajo tudi različne parke in vrtove. Med njimi so med drugimi vrtovi Boboli, Parc delle Cascine, Giardino Bardini in Giardino dei Semplici.

## Kultura

### Umetnost
Cimabue in Giotto, očeta italijanskega slikarstva, sta živela v Firencah, kot tudi Arnolfo in Andrea Pisano, arhitekta in kiparja, Brunelleschi, Donatello in Masaccio, predniki renesanse, Ghiberti in Luca della Robbia, Filippo Lippi in Fra Angelico; Sandro Botticelli, Paolo Uccello in univerzalni genij Leonardo da Vinci in Michelangelo.
Njihova dela, skupaj s številnimi drugimi generacijami umetnikov, so zbrana v več muzejih mesta: galeriji Uffizi, galeriji Palatine s slikami "zlate dobe", Bargello s kiparji renesanse, muzeju San Marco z delom Fra Angelica, Akademiji, Medičejski kapeli, Buonarrotijevi hiši s skulpturami Michelangela in naslednji muzeji: Bardini, Horne, Stibbert, Romano, Corsini, Galerija moderne umetnosti , Museo dell'Opera del Duomo, muzej Silverware in muzej dragih kamnov.
V Firencah so številni spomeniki: baptisterij z mozaiki, stolnica s svojimi skulpturami, srednjeveške cerkve s freskami; javne in zasebne palače: Palazzo Vecchio, Palazzo Pitti, Palazzo Medici Riccardi, Palazzo Davanzati; samostani, »Certosa«. V arheološkem muzeju so dokumenti etruščanske civilizacije. Dejansko je mesto tako bogato z umetnostjo, da nekateri obiskovalci doživljajo Stendhalov sindrom, ko prvič naletijo na toliko umetnosti. 
Florentski arhitekti, kot sta Filippo Brunelleschi (1377-1466) in Leon Battista Alberti (1404-1472), so bili med očeti renesančne in neoklasicistične arhitekture.
Stolnica z Brunelleschijevo kupolo prevladuje nad firenškim nebom. Firenčani so se odločili, da jo bodo začeli graditi - pozno v 13. stoletju, brez zasnove za kupolo. Projekt, ki ga je v 14. stoletju predlagal Brunelleschi, je bil največji v tistem času zgrajen in prva velika kupola, zgrajena v Evropi od dveh velikih kupol iz rimskih časov – Panteon v Rimu in Hagija Sofija v Konstantinoplu. Kupola Santa Maria del Fiore ostaja največja opečna zgradba te vrste na svetu. Pred stolnico je srednjeveška krstilnica. Obe stavbi v svoji dekoraciji vključujeta prehod iz srednjega veka v renesanso. V zadnjih letih je bila večina pomembnih umetniških del iz obeh stavb - in iz bližnjega Giottovega zvonika odstranjena in nadomeščena s kopijami. Izvirniki so zdaj v muzeju dell'Opera del Duomo, vzhodno od stolnice.
V Firencah je veliko umetniških del v cerkvah, kot so San Miniato al Monte, San Lorenzo, Santa Maria Novella, Santa Trinita, Santa Maria del Carmine, Santa Croce, Santo Spirito, Annunziata, Ognissanti in številne druge.
Umetniki, povezani s Firencami so: Arnolfo di Cambio in Cimabue do Giotto, Nanni di Banco in Paolo Uccello; pa Lorenzo Ghiberti, Donatello in Masaccio in družina della Robbia; pa Fra Angelico in Botticelli ter Piero della Francesca ter Michelangelo in Leonardo da Vinci. Drugi so Benvenuto Cellini, Andrea del Sarto, Benozzo Gozzoli, Domenico Ghirlandaio, Filippo Lippi, Bernardo Buontalenti, Orcagna, Pollaiuolo, Filippino Lippi, Verrocchio, Bronzino, Desiderio da Settignano, Michelozzo, Rossellis, Sangallo in Pontormo. Umetniki iz drugih regij, ki so delali v Firencah, so Rafael, Andrea Pisano, Giambologna, Il Sodoma in Peter Paul Rubens.
Slikarske galerije v Firencah so Galerija Uffizi in palača Pitti. Dve izjemni zbirki kiparstva sta v Bargellu in Muzeju del Duomo. Zapolnjene so z ustvarjanjem Donatello, Verrochia, Desiderio da Settignana, Michelangela in drugih. Galleria dell'Accademia ima Michelangelovega Davida - morda najbolj znano umetniško delo kjer koli, pa tudi nedokončane kipi Michelangelovih Sužnjev, ustvarjenega za grobnico papeža Julija II.. Druge znamenitosti so srednjeveška mestna hiša, Palazzo della Signoria (znana tudi pod imenom Palazzo Vecchio), Arheološki muzej, Muzej zgodovine znanosti, vrt Arhimedesa, Palazzo Davanzatti, Stibbertov muzej, Medici kapelice, Muzej dela Santa Croce, Muzej pokopališča Santa Maria Novella, Zoološki muzej ("La Specola"), Bardini in Museo Horne. Obstaja tudi zbirka del sodobnega kiparja Marina Marinija v muzeju z njegovim imenom. Palača Strozzi je mesto posebnih eksponatov.
- Botticellijevo Rojstvo Venere, v galeriji Uffizi
- Kipi v Loggia dei Lanzi
- Michelangelov David
- Galerija Uffizi
- Palazzo della Signoria, bolj znana kot Palazzo Vecchio

## Kuhinja
Florentinska hrana raste iz tradicije kmečkih jedi, ne pa visoke kuhinje. Večina jedi temelji na mesu. Celotna žival se je tradicionalno pojedla; vampi (trippa) in želodec (lampredotto) so bili nekoč redno na meniju in se še vedno prodajajo v živilskem vozičku, nameščenem po mestu. Predjedi vključujejo crostini toscani, narezane kruhove kroglice, ki so narejene s piščancem na osnovi piščančje paštete in narezane mesnine (predvsem pršut in salame, pogosto z melono v sezoni). Običajno neslan toskanski kruh, dobljen z naravnim kvasom, je pogosto značilen, zlasti v juhah, ribollita in pappa al pomodoro ali v kruhovi solati in sveži zelenjavi, imenovani panzanella, ki se je poleti. Bistecca alla fiorentina je velik (običajna velikost mora tehtati okrog 1,2 do 1,5 kg) – florentinski goveji zrezek, pečen na vročem oglju in zelo redko serviran z nedavno izpeljano različico tagliata, narezana govedina na postelji iz rukole, pogosto z rezinami parmezanskega sira na vrhu. Večino teh jedi običajno postrežejo z lokalnim oljčnim oljem, ki je tudi glavni proizvod, ki uživa svetovni ugled.
Med sladicami je ena izmed najbolj priljubljenih schiacciata alla fiorentina (bela ploščata torta). je zelo mehka torta, pripravljena z izredno preprostih sestavin, saj je značilna za florentinsko kuhinjo in se navadno je v karnevalskem času

## Mednarodne povezave

### Pobratena mesta
Firence so pobratene z:
- Betlehem, Palestina[40][41]
- Budimpešta, Madžarska[40]
- Dresden, Nemčija[40][42]
- Edinburgh, Škotska, Združeno kraljestvo[40][43]
- Fes, Maroko
- Isfahan, Iran
- Kassel, Nemčija
- Kijev, Ukrajina
- Kuvajt, Kuvajt
- Turku, Finska
- Kjoto, Japonska [44]
- Nanking, Kitajska
- Nazaret, Izrael
- Philadelphia, Pensilvanija, ZDA[45]
- Puebla, Mehika
- Reims, Francija
- Riga, Latvija [46]
- Salvador, Brazilija
- Sydney, Avstralija
- Tirana, Albanija[47]
- Valladolid, Španija

## Drugi partnerji
- Arequipa, Peru
- Cannes, Francija
- Gifu, Japonska
- Krakov, Poljska[48]
- Malmö, Švedska [49]
- Mauthausen, Avstrija
- Ningbo, Kitajska
- Porto-Vecchio, Korzika
- Providence, Rhode Island, ZDA
- Talin, Estonija

## Pomembni prebivalci
- Sir Harold Acton, pisatelj in estet
- John Argyropoulos, učenjak
- Leon Battista Alberti, polihistor
- Dante Alighieri, pesnik
- Giovanni Boccaccio, pesnik
- Baldassarre Bonaiuti, kronist 14. st.
- Sandro Botticelli, slikar
- Robert Browning in Elizabeth Barrett Browning, angleška pesnika 19. st.
- Filippo Brunelleschi, arhitekt
- Michelangelo Buonarroti, kipar, slikar
- Carlo Collodi, slikar
- Donatello, kipar
- Oriana Fallaci, novinarka in pisateljica
- družina Frescobaldi, bankirji in vinarji
- Galileo Galilei, znanstvenik, astronom in filozof
- Giotto, slikar, kipar in arhitekt
- Lorenzo Ghiberti, kipar
- Guccio Gucci, ustanovitelj znamke Gucci
- Robert Lowell, pesnik
- Niccolò Machiavelli, pesnik, filozof in politik
- Masaccio, slikar
- Medičejci
- Girolamo Mei, ugodovinar in humanist
- Antonio Meucci, izumitelj telefona
- Florence Nightingale, pionir sodobne zdravstvene nege in statistik
- Virginia Oldoini, grofica Castiglione, zgodnji fotografski umetnik, tajni agent in kurtizana
- Valerio Profondavalle, flamski slikar
- Raffaello Santi, slikar
- Girolamo Savonarola, reformist
- Evangelista Torricelli, fizik
- Giorgio Vasari, slikar, arhitekt in zgodovinar
- Amerigo Vespucci, raziskovalec in kartograf
- Leonardo da Vinci, polihistor
- Lisa del Giocondo, model za Mono Lizo